# 宮田隆 (分子進化学者)
宮田 隆（みやた たかし、1940年 - ）は、日本の分子進化学者。京都大学名誉教授。DNA・タンパク質配列解析方法の開発と進化学的な発見の両面で成果を挙げた。

## 経歴
- 1940年 東京都葛飾区に生まれる。
- 1958年 東京都立両国高等学校 卒業。同級生には近い研究分野で活躍した郷通子がいた。
- 1964年 早稲田大学理工学部応用物理学科 卒業。
- 1969年 早稲田大学大学院理工学研究科応用物理学専攻 博士課程修了。理学博士。
- 1969年 名古屋大学理学部物理学科 助手。
- 1973年 九州大学理学部生物学科 助教授。物理学から生物学に転向。
- 1995年 京都大学大学院理学研究科生物科学専攻生物物理学教室 教授。
- 2004年 京都大学教授を定年退職。京都大学 名誉教授。JT生命誌研究館 顧問。

## 業績
おもな研究業績として、ホモロジーサーチ（相同性検索）法の開発、同義・非同義置換数の概念と推定法の提案、オス駆動進化説の実証、複合系統樹による現存生物の最初の種分岐の解明、などがある。また、木村資生が提唱した分子進化の中立説（中立進化説）を実証する発見を多く行ったことでも有名。1990年代からは科学研究費プログラムのうち重点領域研究や学術創成研究の代表者として、日本の分子進化学を牽引した。その後の成果は、後生動物の遺伝子ファミリーの多様化時期の解析、最尤法を用いた分子系統樹推定法の改良、高速フーリエ変換を用いた多重配列整列法の開発、後生動物の系統関係と分岐時期についての解析など。日本進化学会の設立にあたり、その準備会（1998年1月発足）の世話人代表、その後同学会初代副会長（2000年度）、2代目会長（2001年度）も務めた。

## 受賞歴
- 1996年 - 日本遺伝学会木原賞受賞。
- 2002年 - 木村資生記念学術賞受賞。

## 著書
- 『分子からみた生物進化 DNAが明かす生物の歴史』（2014年、講談社）ISBN 978-4-06-257849-3
- 『DNAからみた生物の爆発的進化（ゲノムから進化を考える (1)）』 (1998年、岩波書店）ISBN 4-00-006626-9
- 『眼が語る生物の進化（岩波科学ライブラリー(37)）』（1996年、岩波書店）ISBN 4-00-006537-8